# Louis Attrill
Louis Mark Attrill (født 5. marts 1975 på Isle of Wight) er en engelsk tidligere roer og olympisk guldvinder.
Antrill havde talent for flere sportsgrene og dyrkede i sin tidlige ungdom blandt andet rugby, cricket og kickboxing. Det blev dog roning, han koncentrerede sig om, da han kom på Imperial College i London, og han var med til at vinde i Henley ved sin første deltagelse. Hans første store internationale resultat kom, da han i 1996 var med til vinde U/23-VM i firer uden styrmand. Herefter kom han med i den britiske otter, der ikke opnåede VM-resultater helt i top de følgende år, indtil de i 1999 vandt VM-sølv.
Højdepunktet i karrieren kom ved OL 2000 i Sydney, hvor otterens besætning ud over Attril bestod af Ben Hunt-Davis, Simon Dennis, Andrew Lindsay, Luka Grubor, Kieran West, Fred Scarlett, Steve Trapmore og styrmand Rowley Douglas. I indledende heat blev briterne nummer to i deres heat efter Australien, men de kvalificerede sig til finalen efter sejr i opsamlingsheatet. I finalen lagde briterne sig i spidsen fra løbets begyndelse, og der blev de og sikrede sig guldet (den første britiske guldmedalje i disciplinen siden OL 1912) lidt under et sekund foran australierne, mens bronzen gik til Kroatien.
Attrill tog endnu en sæson i otteren efter OL, men her blev det igen til en VM-placering uden for medaljeskamlen, og herefter indstillede han sin aktive rokarriere.
Han er uddannet civilingeniør.

## OL-medaljer
- 2000:  Guld i otter